# Ovejas negras
Pour plus de détails, voir Fiche technique et Distribution.
Ovejas negras (littéralement « mouton noir ») est un film espagnol réalisé par José María Carreño, sorti en 1990.

## Synopsis
Adolfo de Cruz, 45 ans, rend visite à un de ses anciens professeurs, le père Benito, actuel recteur de l'école où il a étudié. Lorsqu'ils se rencontrent, il lui raconte une histoire secrète de son enfance.

## Fiche technique
- Titre : Ovejas negras
- Réalisation : José María Carreño
- Scénario : José María Carreño
- Musique : Bernardo Bonezzi
- Photographie : Antonio Pueche
- Montage : Nieves Martín
- Production : Gerardo Herrero
- Société de production : Tornasol Films
- Pays :  Espagne
- Genre : Comédie dramatique
- Durée : 84 minutes
- Dates de sortie : 
  - Espagne : 4 mai 1990

## Distribution
- Maribel Verdú : Lola
- José Sazatornil : le père Benito
- Juan Diego Botto : Adolfo enfant
- Gabino Diego : Emilio
- Miguel Rellán : Adolfo adulte
- Francisco Vidal : le père Crisóstomo
- Juanjo Artero : Fernando
- Concha Leza : la mère d'Adolfo
- Olvido Lorente : la femme d'Adolfo

## Distinctions
Le film a été nommé au prix Goya du meilleur nouveau réalisateur.